# Templo Wilshire Boulevard

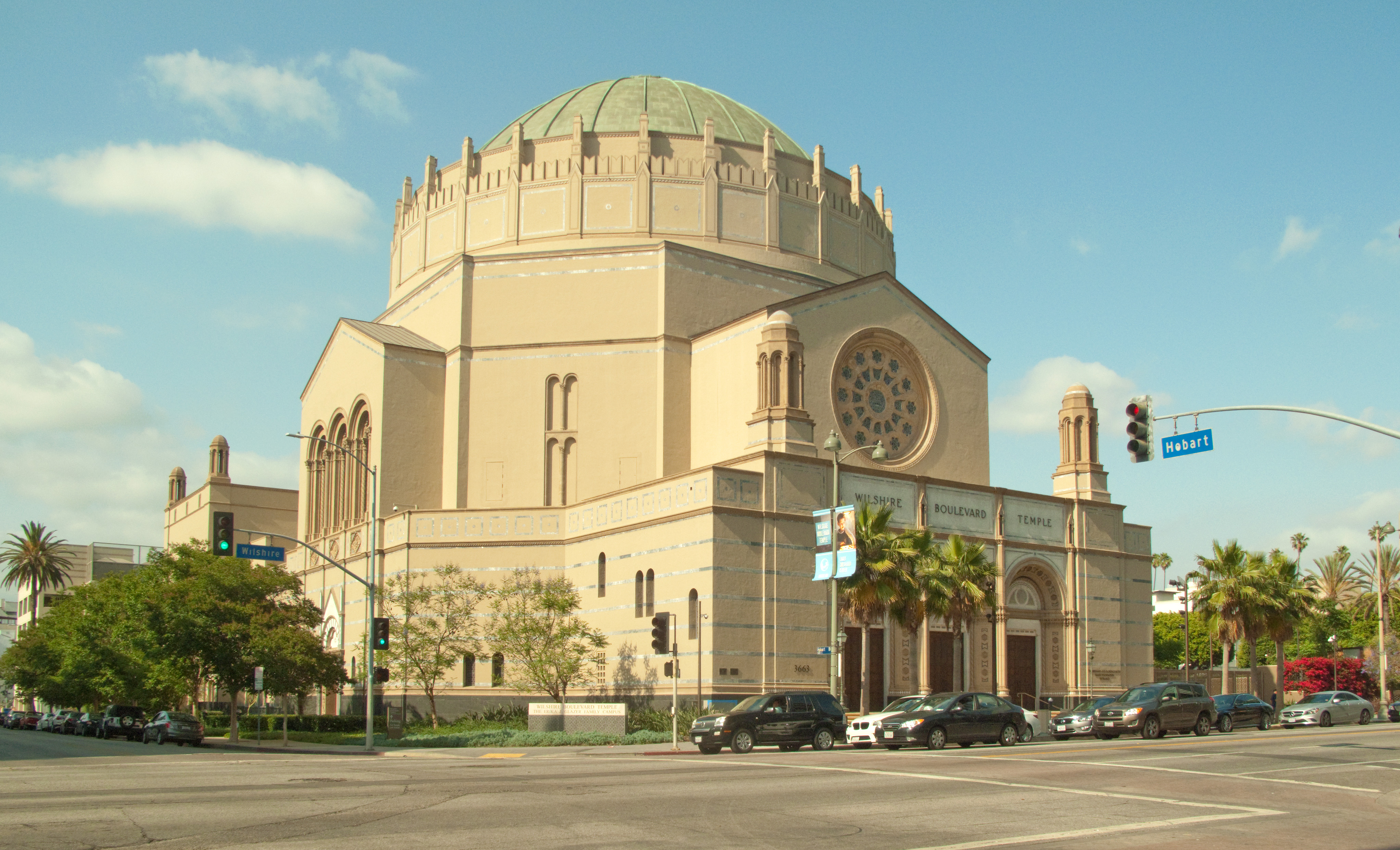
El edificio de la sinagoga, en 2017.

El Templo Wilshire Boulevard, conocido desde 1862 hasta 1933 como Congregación B'nai B'rith, es una congregación y sinagoga judía reformista, ubicada en 3663 Wilshire Boulevard, en el distrito de Wilshire Center en Los Ángeles, California, en los Estados Unidos. Fundada en 1862, es la congregación judía más antigua de Los Ángeles.
El edificio principal de la congregación, con un santuario coronado por una gran cúpula de estilo neobizantino y decorado con murales interiores, fue designado como Monumento Histórico Cultural de la Ciudad de Los Ángeles en 1973 y fue incluido en el Registro Nacional de Lugares Históricos en 1981. El edificio de estilo morisco se completó en 1929 y fue diseñado por el arquitecto Abram M. Edelman.
El Templo Wilshire Boulevard es una de las congregaciones judías más grandes de Los Ángeles y ha sido liderada por varios rabinos influyentes. Edgar Magnin ha sido descrito como el "John Wayne" de los rabinos y sirvió durante 69 años, desde 1915 hasta 1984.
En 1998, la congregación abrió un segundo campus en el Westside, siguiendo las reubicaciones de su gente. A pesar de los informes repetidos de que la congregación podría vender su edificio antiguo y emblemático en lo que se había conocido como el vecindario de Koreatown, el templo comenzó extensas renovaciones de la instalación histórica en 2008; y el santuario remodelado reabrió en 2013.
El Pabellón Audrey Irmas, una importante expansión de 55,000 pies cuadrados (5,100 m²) adyacente a la sinagoga, se completó entre 2018 y 2021, diseñado por Shohei Shigematsu de la Office for Metropolitan Architecture, una firma de arquitectura global líder.

## Historia

### Primeros años
El Templo Wilshire Boulevard tiene sus orígenes en el primer servicio de adoración judía en Los Ángeles, realizado en 1851. En 1862, una pequeña comunidad de judíos de Los Ángeles recibió su carta constitutiva del estado para fundar la Congregación B'nai B'rith. La adoración fue dirigida por el fundador y laico, Joseph Newmark, hasta que Abraham Wolf Edelman fue contratado en 1862 como el primer rabino. A menudo opacados por la próspera comunidad judía de San Francisco, los judíos de Los Ángeles encargaron el primer edificio de la congregación, una impresionante sinagoga de estilo neogótico construida en 1873 en la esquina de Temple y Broadway en el centro de Los Ángeles. Fue descrita por el Los Angeles Star como “el edificio de iglesia más superior en el sur de California”.
Para 1885, gran parte de la congregación estaba presionando para alejarse de la práctica ortodoxa, y el rabino Edelman finalmente renunció. Ephraim Schreiber fue contratado como rabino en 1885 y adoptó algunas reformas, pero pronto se fue. Abraham Blum fue contratado en 1889, pero fue obligado a dejar el puesto en 1895 y fue reemplazado por Moses G. Solomon.
En 1896, la congregación B'nai B'rith se mudó a una sinagoga victoriana más grande de ladrillo en la 9ª y Hope. También fue diseñada por Abram M. Edelman y tenía altas torres flanqueantes coronadas con grandes cúpulas en forma de cebolla.
Sigmund Hecht se convirtió en rabino en 1899. En 1903, la congregación se unió a la Unión de Congregaciones Hebreas Americanas, la organización nacional del movimiento reformista. Edgar Magnin fue contratado como rabino asistente en 1915 y asumió como rabino principal al retirarse Hecht en 1919. Tanto Hecht como Magnin implementaron las prácticas reformistas de la época, incluyendo un uso más amplio del idioma inglés en los servicios e introduciendo música de órgano y coro.

### Rabí Magnin y el traslado a Wilshire Boulevard
El actual Templo Wilshire Boulevard abrió en 1929, construido entre otros lugares de culto significativos en el área de Wilshire Center. El nuevo templo fue el sueño del rabino Edgar Magnin, quien, durante una carrera de siete décadas, forjó una identidad judía para Los Ángeles que unía a pioneros y magnates de Hollywood. Conocido como el "rabino de las estrellas", Magnin promovió un nuevo edificio para la sinagoga desde que comenzó a servir como rabino asistente.
Después de la Primera Guerra Mundial, los cineastas de Hollywood se involucraron más en la congregación y Magnin fue ascendido a rabino principal en 1919; el proyecto de construcción avanzó. Aunque la mayoría de los productores judíos de Hollywood eran neoyorquinos relativamente seculares con poco interés religioso, se sintieron atraídos por la visión de Magnin de un judaísmo moderno y popular. El rabino Magnin también veía que la ciudad se estaba desarrollando hacia el oeste, especialmente su población judía. El Templo Wilshire Boulevard era tanto típico como presciente al anticipar la creciente suburbanización de la vida judía estadounidense. Debido a que la nueva sinagoga estaba más allá de la "línea del tranvía", presagiaba la casi total dependencia de Los Ángeles del automóvil. Tal transformación urbano-suburbana no afectó a muchas comunidades judías hasta después de la Segunda Guerra Mundial.
Los aspectos artísticos más destacados del nuevo templo incluyen los murales con temas bíblicos Warner Memorial, pintados por Hugo Ballin y encargados por Warner Bros. (quienes fundaron el estudio de cine del mismo nombre), Jack, Harry y Albert. Los murales de Ballin consisten en murales de 320 pies de largo (98 m) y 7 pies de alto (2.1 m) que representan momentos clave en la historia judía. Los murales son atípicos en la tradicional evitación judía del arte figurativo en las sinagogas. Al decidir incluir murales en el nuevo templo, Magnin se inspiró en sus recientes visitas a grandes catedrales europeas; el papel particular de Los Ángeles como capital de la industria cinematográfica; y los descubrimientos arqueológicos de la época que sugerían que las sinagogas antiguas utilizaban arte figurativo.
Modelada después del Panteón de Roma, la inmensa cúpula de estilo neobizantino tiene 100 pies (30 m) de diámetro; su parte superior está a 135 pies (41 m) sobre la calle. Su base está flanqueada por 28 contrafuertes, o pequeñas torres, que se elevan desde la viga anular para su apoyo. El financiamiento para la decoración interior de la cúpula fue donado por Irving Thalberg, jefe de producción del estudio MGM. La oración inscrita en hebreo alrededor del óculo, en el ápice de la cúpula artesonada interior, es del rezo Shm'a, un centro de todos los servicios de oración judíos. Las palabras dicen: Shm'a Yisroel, Adonoi Eloheinu, Adonoi Echad; que se traduce como "Escucha, oh Israel, el Señor nuestro Dios, el Señor es Uno."

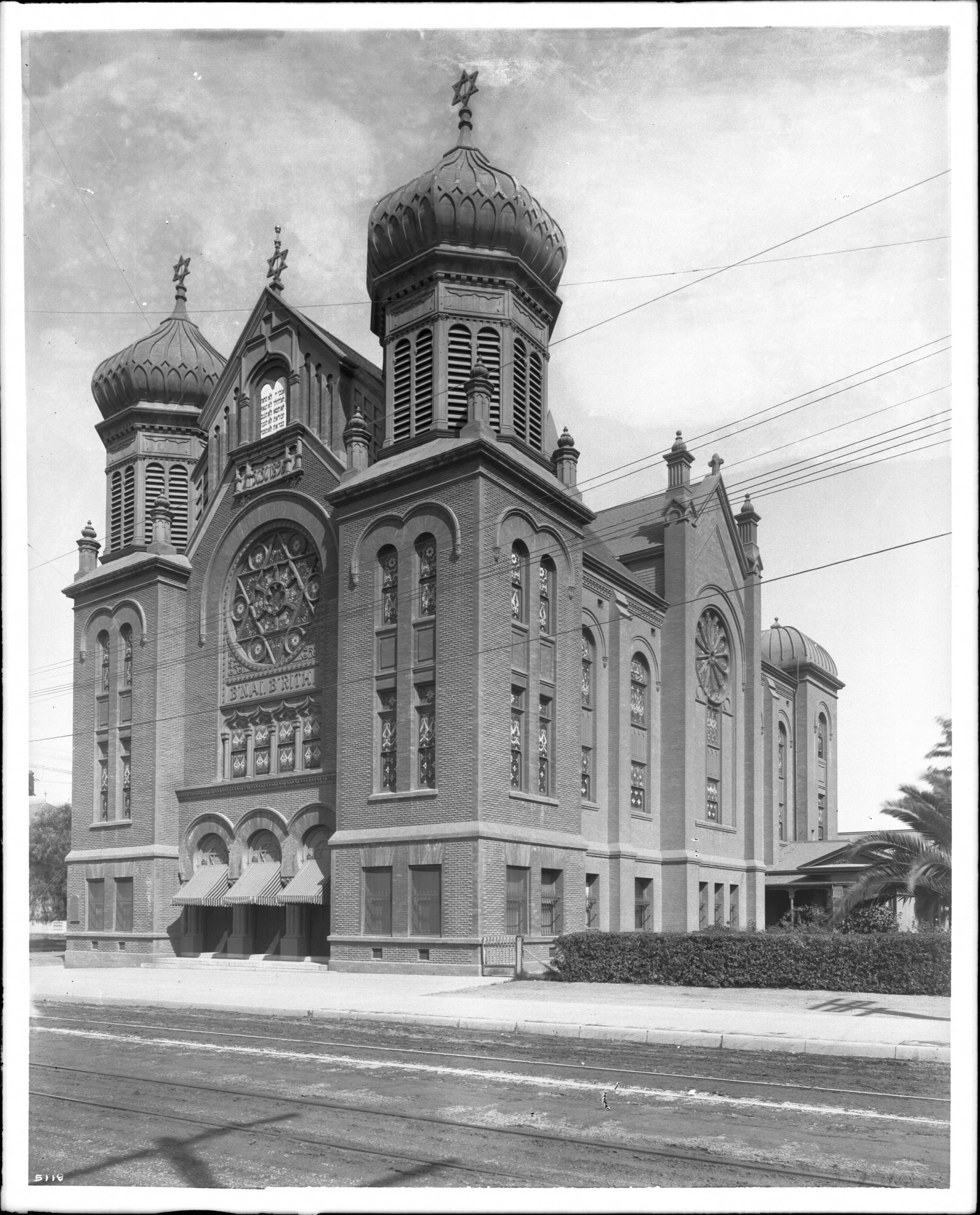
Segunda sinagoga B'nai B'rith, construida en 1896

Diseñada en la tradición gótica por los Oliver Smith Studios de Pensilvania, la distintiva ventana rosa del Templo en la pared sur del santuario y las vidrieras en las paredes este y oeste han sido descritas como algunos de los mejores ejemplos de esta forma de arte en los Estados Unidos. Durante la reciente renovación, la ventana rosa fue removida y reparada en los Judson Studios en Los Ángeles. La ventana rosa representa un Pergamino de la Torá y una Estrella de David en el centro, y símbolos de las Doce Tribus de Israel en el círculo exterior. Las ventanas de triple lanceta en las paredes este y oeste están compuestas por unas 5,000-6,000 piezas de vidrio y son la representación simbólica de las 12 tribus de Israel. El financiamiento para las ventanas de lanceta este y oeste fue donado por el productor de cine y jefe de estudio Louis B. Mayer.
La inmensa cúpula del Templo se convirtió de inmediato en un punto de referencia en Wilshire Center y en todo Los Ángeles. Sus imponentes columnas de mármol también fueron una forma de magia de Hollywood: son columnas huecas de yeso pintadas para imitar mármol. A diferencia de muchas sinagogas, el templo no tiene pasillo central, en parte porque los constructores del templo querían que tuviera la apertura de una sala de cine.

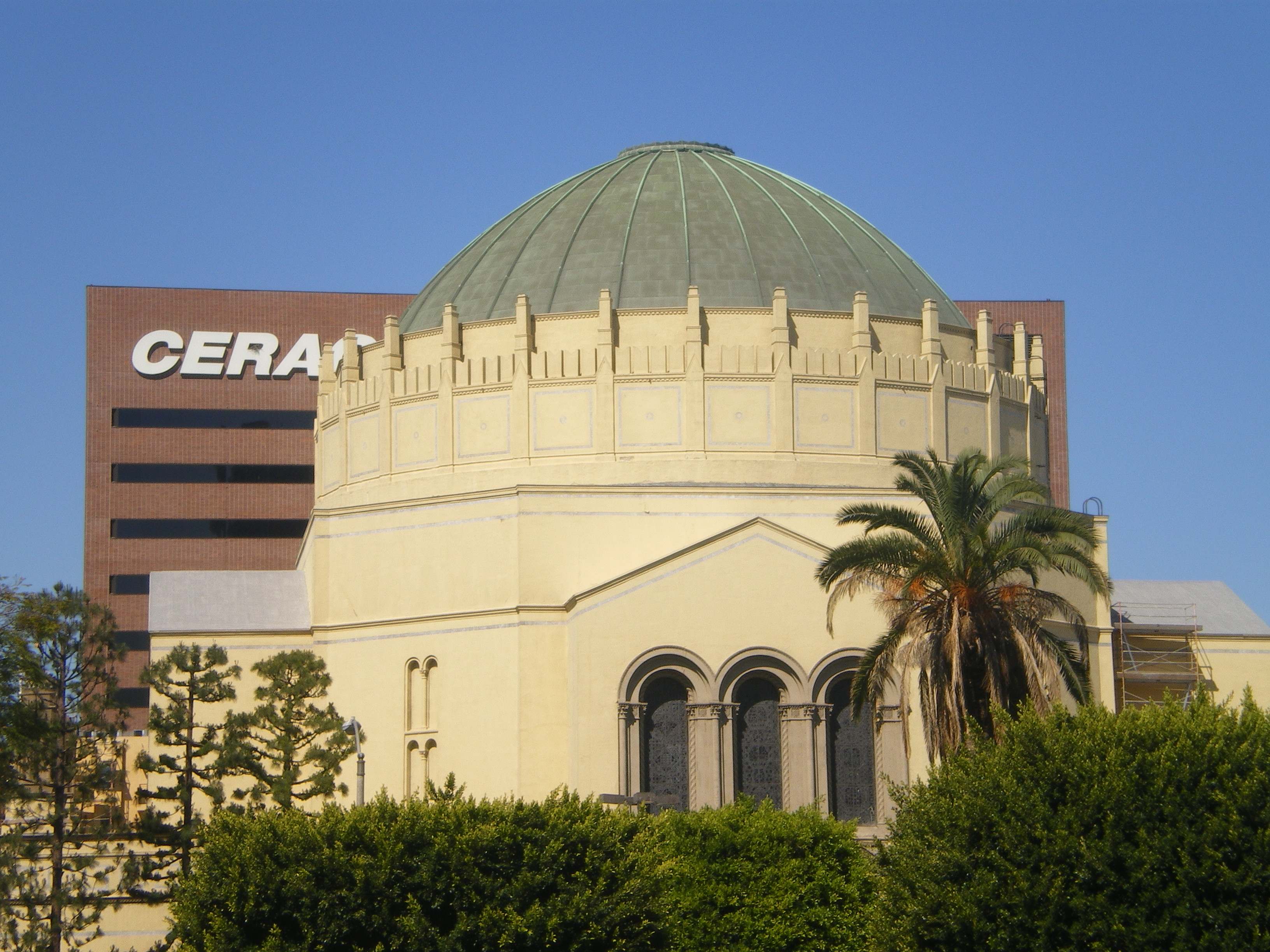
Vista del templo y la cúpula desde el este.

La construcción del templo fue completada por la Herbert M. Baruch Corporation y costó $1.5 millones en dólares de 1929. Fue dedicado en una celebración de tres días en junio de 1929 presidida por el rabino Magnin.
La congregación adoptó su nombre actual, Templo Wilshire Boulevard, en 1933. Magnin dirigió el templo hasta su muerte en 1984, durante la cual fue ampliamente considerado como un portavoz en asuntos comunitarios y religiosos.
La cuadra de Wilshire Boulevard donde se encuentra el templo fue nombrada Plaza Edgar F. Magnin en 1980 por la Ciudad de Los Ángeles. En 1984, el edificio del Templo fue incluido en el Registro Nacional de Lugares Históricos por su importancia arquitectónica e histórica.

### Rabbi Fields y el campus del Westside
Un año después de la muerte del Rabino Magnin, Harvey Fields se convirtió en el rabino principal y lideró la congregación durante 18 años. Reintrodujo algunas prácticas rituales tradicionales que no se habían usado bajo Magnin. Pero también aumentó el uso de la música, y el templo contrató a su primer cantor entrenado.
Fields fue presidente fundador de la Coalición Interreligiosa para Sanar L.A. y "Hands Across L.A.", respuestas interreligiosas a los disturbios de Los Ángeles de 1992.
En respuesta al crecimiento de la membresía en el Westside de Los Ángeles, el templo construyó un segundo campus en Olympic Boulevard y Barrington Avenue en el oeste de Los Ángeles. Se inauguró en 1998 como el Campus Audrey y Sydney Irmas, con una nueva escuela diurna judía y otras instalaciones educativas y comunitarias. A pesar de los informes repetidos de que el templo dejaría su edificio histórico, el Rabino Fields reafirmó el compromiso de la congregación con la ubicación.
A lo largo de los años, el templo ha recibido a muchos oradores, dignatarios y cantantes notables, incluido el Dalai Lama, quien recibió el Premio Bodhi y se dirigió al Congreso Budista Americano en el Wilshire Boulevard Temple en 1999.

### Rabbi Leder y el edificio principal
En julio de 2000, el J. Paul Getty Trust otorgó una subvención "Preserve L.A." al templo como parte de su esfuerzo por preservar el patrimonio cultural de la ciudad.
El Rabino Fields se retiró en 2003 y fue sucedido por Steven Leder, quien ha servido a la congregación del templo desde 1987. En 2004, la congregación celebró el 75º aniversario de la estructura histórica en Wilshire Boulevard. A medida que el área alrededor de su edificio histórico cambió drásticamente (convirtiéndose en parte del distrito en rápida expansión de Koreatown), el templo enfrentó la decisión de vender la propiedad y enfocar sus operaciones en el Westside, donde la mayoría de la población judía de Los Ángeles se había trasladado.
En cambio, debido al deseo de mantener sus instalaciones emblemáticas y comprometerse con la comunidad circundante, y también notando una tendencia de los judíos más jóvenes a mudarse a vecindarios más al este (como Los Feliz y Silver Lake), la congregación decidió comenzar una importante restauración del santuario y la reurbanización de la manzana de la ciudad circundante. Las renovaciones comenzaron en 2008 bajo el liderazgo del Rabino Principal, Steven Z. Leder. El templo comenzó a trabajar con la arquitecta Brenda Levin en 2005, desarrollando un plan maestro expansivo para lo que se visionaba como un campus, que incluía una sinagoga renovada, una nueva escuela preescolar y primaria, el Karsh Social Service Center, e instalaciones atléticas y comunitarias. La renovación se documenta con gran detalle en la película *Restoring Tomorrow*, dirigida por Aaron Wolf, miembro del templo y nieto del fallecido Alfred Wolf.
Después del final de las Altas Fiestas de 2011, el auditorio se cerró para un proyecto de renovación que duró dos años.
En 2013, la filántropa Erika Glazer prometió $30 millones hasta 2028 para la restauración y reurbanización continua de la sinagoga. La instalación de Wilshire Center ahora se llama el Erika J. Glazer Family Campus. El santuario reabrió en septiembre de 2013 para los servicios de Rosh Hashaná. El templo ha declarado sus intenciones de proporcionar servicios comunitarios para los residentes no judíos, principalmente coreanos e hispanos del área, así como para la comunidad judía. El alcance comunitario ha sido reconocido por líderes locales, quienes esperan que se convierta en un modelo para otras organizaciones también.
En 2013, Judson Studios restauró las ventanas neogóticas del santuario, la escultora Lita Albuquerque diseñó un muro conmemorativo y la artista Jenny Holzer creó una serie de bancos.
En 2009, el templo y su rabino, Steven Leder, se convirtieron en participantes de la Iniciativa de Visión Rabínica (RVI). Este grupo de rabinos de grandes congregaciones reformistas se convirtió en críticos vocales de la organización central del movimiento reformista, la Union for Reform Judaism (URJ). En 2011, el Wilshire Boulevard Temple renunció a la URJ en lo que se percibió como una protesta por la ineficacia percibida de la organización.

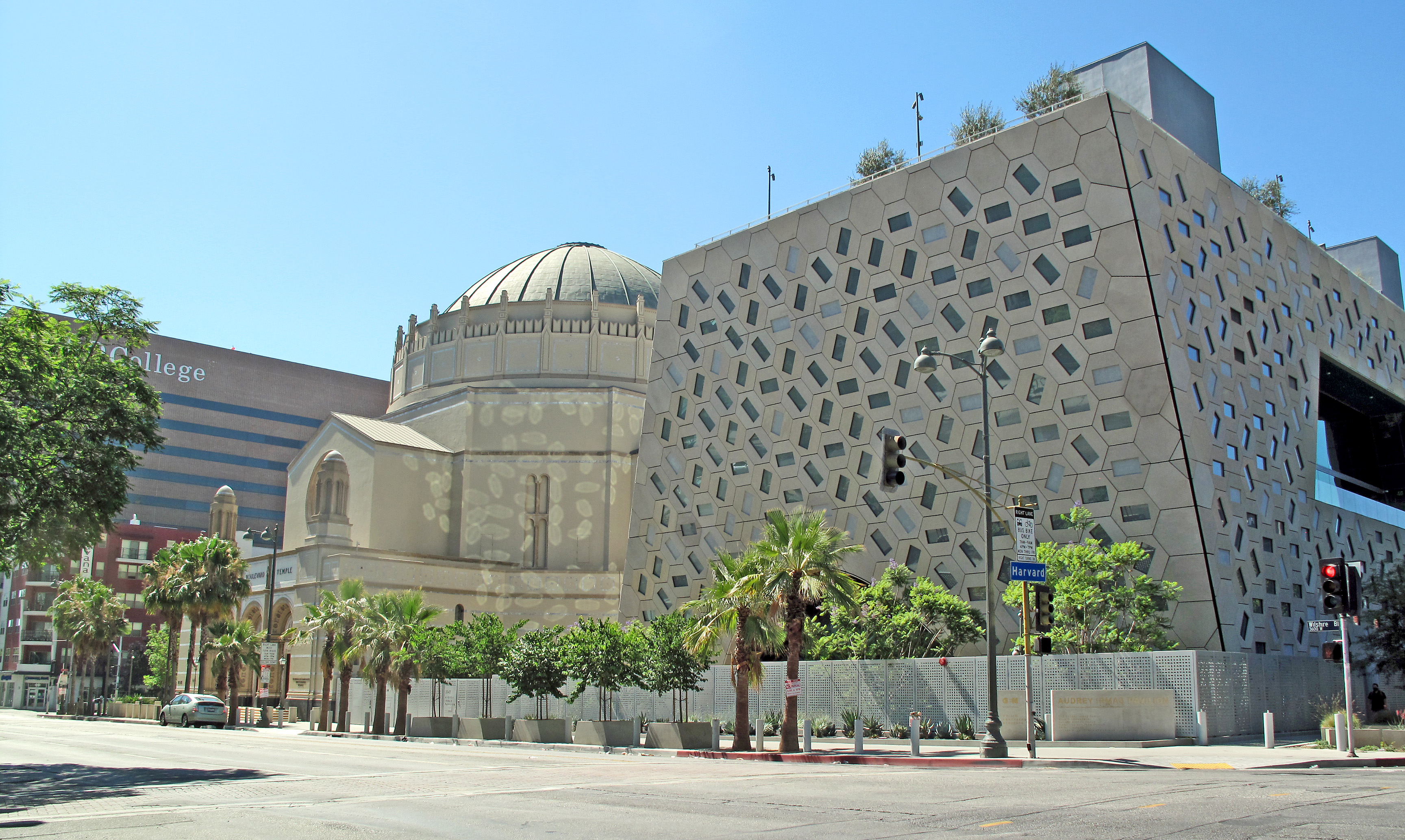
El Pabellón Audrey Irmas ubicado junto a la sinagoga en 2022

### Pabellón Audrey Irmas
En 2015, más de una docena de firmas arquitectónicas fueron consideradas para el Pabellón Audrey Irmas por un comité de 15 personas compuesto por miembros de la congregación, incluidos los filántropos Glazer, Bruce Karatz, Eli Broad y Anthony Pritzker. El comité redujo 25 firmas a cuatro, a las cuales Broad pagó $100,000 cada una.
Después de que las cuatro firmas presentaron propuestas detalladas, se seleccionó un diseño de Shohei Shigematsu, de la oficina de Nueva York de la Oficina de Arquitectura Metropolitana (OMA), para la estructura de $75 millones. OMA Nueva York propuso un edificio trapezoidal de cinco pisos que incluye un jardín en la azotea, espacios de oficina y un gran salón de banquetes en la planta baja para reemplazar un estacionamiento al lado del edificio principal en Wilshire Boulevard.
El templo recibió una promesa de $30 millones de Audrey Irmas, tras la venta de su pintura de Cy Twombly por $70.5 millones. Wallis Annenberg contribuyó con $15 millones para completar el pabellón y otros $3 millones para un espacio cultural de 650 m² en el tercer piso para adultos mayores, llamado GenSpace.
El pabellón, que costó $95 millones, se completó en 2022. Su fachada cuenta con 1,230 paneles hexagonales de concreto reforzado con fibra de vidrio; cada panel se estableció en un ángulo único y cada uno contiene una ventana que también fue colocada en un ángulo único. El piso del pabellón presenta un espacio de eventos de 1,300 m² con un suelo de concreto rojo pulido. El segundo nivel contiene una capilla trapezoidal y una terraza al aire libre. En el tercer piso, Mia Lehrer diseñó un jardín circular hundido rodeado por paredes pintadas de azul celeste.
El edificio fue "diseñado para albergar actividades religiosas y culturales y actuaciones... [con] tres espacios de reunión distintos que perforan el edificio: un Gran Salón de Baile, una capilla/espacio para eventos más pequeño y un jardín hundido."